# Luther. 1917 bis heute
Luther. 1917 bis heute ist der Titel einer Sonderausstellung, die anlässlich des 500. Reformationsgedenkens von der Stiftung Kloster Dalheim. LWL-Landesmuseum für Klosterkultur im ehemaligen Kloster Dalheim (Kreis Paderborn) gezeigt wurde. Im Mittelpunkt der Sonderausstellung stand die Sicht der deutschen Gesellschaften auf die Figur Martin Luther in der jüngeren Geschichte. Die Ausstellung lief vom 31. Oktober 2016 bis 12. November 2017 und stand unter der Schirmherrschaft von Bundespräsident Joachim Gauck. Mit mehr als 121.000 Besuchern in diesem Zeitraum ist es die bisher erfolgreichste Ausstellung des Museums Kloster Dalheim.

## Ausstellung
Auf rund 800 Quadratmetern Ausstellungsfläche führte Luther. 1917 bis heute durch die vergangenen 100 Jahre deutsche Geschichte. Die Ausstellung gliederte sich in sechs Themeneinheiten:
- Leben und Wirken Martin Luthers
- 1917 – 400 Jahre Reformation
- Luther im Nationalsozialismus
- Luthers Rolle in der DDR
- Luthers Bedeutung in der Bundesrepublik Deutschland
- Luthergedenken 2017

Ausgehend von der historischen Person Martin Luther präsentierte sie die Figur Luther im Wandel der Zeit: als Nationalheld des Kaiserreichs oder als sogenannten „deutscher Luther“, den die Nationalsozialisten für ihre Propaganda vereinnahmen, als „Fürstenknecht“ oder später als Anführer der „ersten frühbürgerlichen Revolution“ in der DDR. Der abschließende Teil der Ausstellung widmete sich der Luther-Rezeption in der Gegenwart. An einer digitalen Thesenwand können Ausstellungsbesucher ihre eigenen Thesen publizieren.

## Exponate (Auswahl)

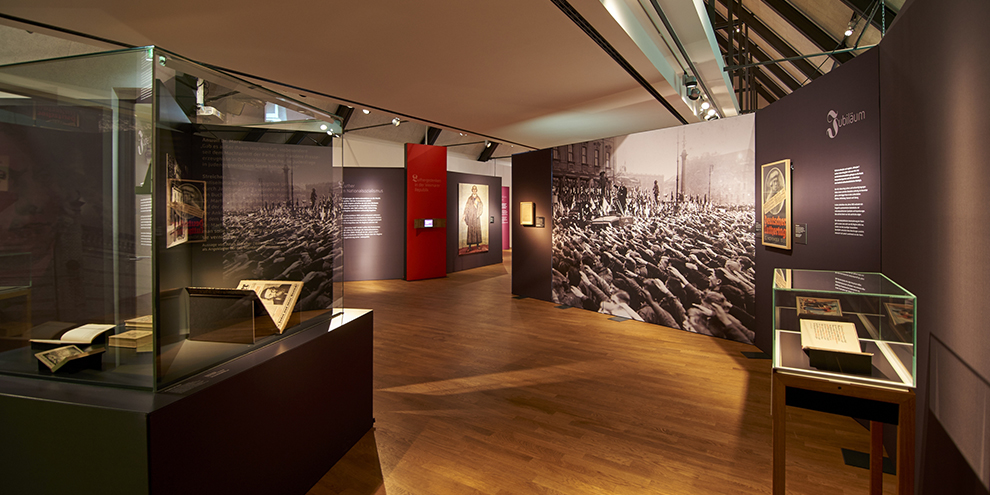
Der Abschnitt „Luther im Nationalsozialismus“

Luther. 1917 bis heute enthielt rund 300 Objekte, hauptsächlich aus dem 20. und 21. Jahrhundert. Ihr Spektrum reichte von hochrangigen Gemälden über zeitgeschichtliche Dokumente bis hin zu Alltagsgegenständen. Mehr als 120 Leihgeber stellten die Exponate zur Verfügung.
Die Abteilung „Leben und Wirken Martin Luthers“ zeigte Exponate aus der Zeit Martin Luthers: Darunter befanden sich Ausstellungsstücke, die dem Reformator selbst gehört haben sollen, wie eine Kasel aus dem beginnenden 16. Jahrhundert (Leihgeber: Kath. Pfarrkirchenstiftung „St. Alexander und Theodor“, Ottobeuren) oder Murmeln, die bei Ausgrabungen am Wohnhaus des jungen Martin Luther in Mansfeld gefunden wurden (Leihgeber: Landesamt für Denkmalpflege und Archäologie – Landesmuseum für Vorgeschichte – Sachsen-Anhalt, Halle (Saale)).
Abzeichen, Fotografien, Plakate und Publikationen dokumentierten in der Abteilung „Luther im Nationalsozialismus“ die Vereinnahmung Luthers durch den Nationalsozialismus. Gezeigt wurden auch Schriftstücke des lutherischen Theologen und Widerstandskämpfers Dietrich Bonhoeffer (Leihgeber: Staatsbibliothek zu Berlin – Preußischer Kulturbesitz; Hauptarchiv der von Bodelschwinghschen Stiftungen Bethel).
Prägendes Ausstellungsstück der Abteilung „Luthers Rolle in der DDR“ war Uwe Pfeifers dreiteiliges Gemälde „Tischgespräch mit Luther“ (1983/84, Leihgeber: Zentrale Kustodie der Martin-Luther-Universität Halle-Wittenberg). Es entstand im Rahmen des Lutherjubiläums 1983 in der DDR und war bis Anfang Mai 2017 in Dalheim zu sehen.

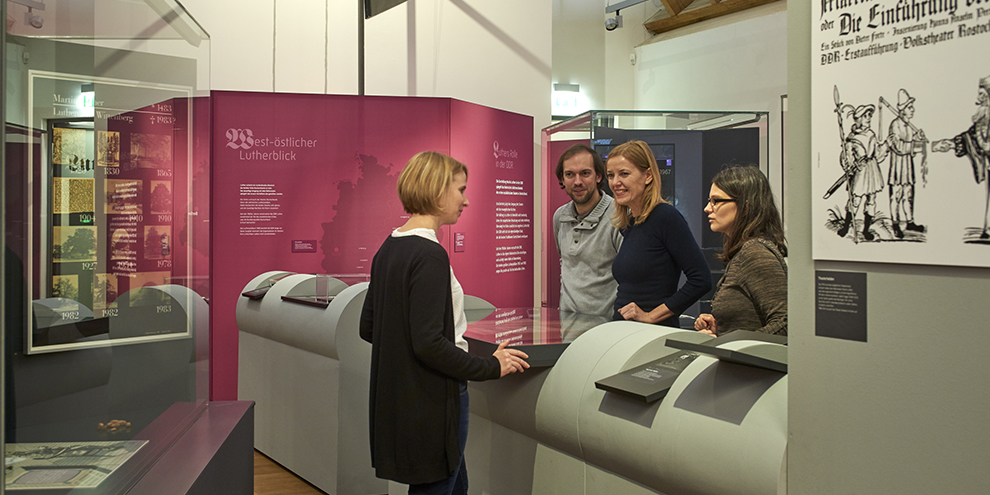
Besucher in der Ausstellung

Die Abteilung „Luthers Bedeutung in der Bundesrepublik Deutschland“ stand im Zeichen der Neubewertung der Figur Martin Luther in Kirche, Politik und Wissenschaft, die durch Präsentation zeitgenössischer Medien verdeutlicht wurde – darunter Erwin Iserlohs aufsehenerregende Schrift „Der Thesenanschlag fand nicht statt“ (1968).
Zur Abteilung „Luthergedenken heute“ gehörte unter anderem eine Mönchskutte, die der Schauspieler Joseph Fiennes in seiner Rolle als Martin Luther im Film „Luther“ getragen hat (Leihgeber: Stiftung Deutsche Kinemathek – Museum für Film und Fernsehen, Sammlung Theaterkunst Berlin). Ebenfalls Teil dieser Abteilung waren Werke des Grafikers und Malers Otmar Alt (Leihgeber: Galerie Chlodwig Selmer, Emsdetten), eine Luther-Figur aus Ottmar Hörls Installation „Martin Luther: Hier stehe ich“ (Wittenberg, 2010, Leihgeber: Schroeter-Wittke), eine 1,50 Meter hohe Playmobil-Lutherfigur und zahlreiche Luther-Souvenirs.

## Wissenschaftlicher Beirat

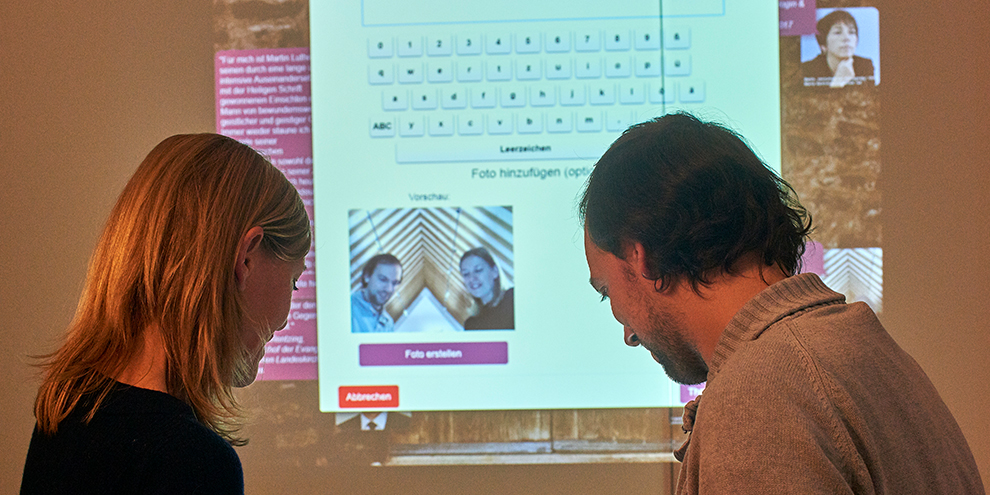
Bearbeitungsmodus der digitalen Thesenwand

Die Sonderausstellung Luther. 1917 bis heute wurde von einem wissenschaftlicher Beirat begleitet. Er bestand aus Historikern, Theologen, Kirchenhistorikern und Museumsfachleuten. Zum Beirat gehörten: Rolf Becker, Dieter Beese, Rainer Eckert, Günther Bernd Ginzel, Peter Maser, Harald Meller, Burkhard Neumann, Stefan Rhein, Anja Schöne, Harald Schroeter-Wittke und Ulrich Wolf-Barnett.

## Förderer
- LWL-Kulturstiftung

- Beauftragte der Bundesregierung für Kultur und Medien

- Rudolf-August Oetker Stiftung

- Stiftung der Sparkasse Paderborn-Detmold für den Kreis Paderborn

## Begleitprogramm
Zu der Sonderausstellung im Kloster Dalheim gehörte ein umfangreiches Rahmenprogramm: Thementage und wissenschaftliche Vorträge vertieften und erweiterten Aspekte der Ausstellung. Das museumspädagogische Programm zur Ausstellung bot Schulklassen aller Schulformen Anknüpfungspunkte in den Fächern Deutsch, Geschichte, evangelische und katholische Religion.
Das Kulturfestival Dalheimer Sommer hat sich thematisch ebenfalls an die Sonderausstellung angeschlossen. Unter dem Motto „Ein göttliches Geschenk – Klang und Wort seit Luther“ widmete sich das Festival zwischen dem 28. Juli und 20. August 2017 den Einflüssen der Reformation auf Musik und Dichtung.

## Luthers Garten
An ausgewählten Stationen in den Gärten des ehemaligen Klosters Dalheim erinnerten vom 10. Juni bis zum 12. November 2017 Texttafeln an den Privatmann Luther, der mit seiner Frau Käthe einen großen Haushalt führte und den Garten des ehemaligen Wittenberger Klosters mit Obstbäumen und Gemüsebeeten zu einem großen Nutzgarten umgestaltete.

## Playmobil-Ausstellung
Parallel zur großen Sonderausstellung ist vom 29. Juli bis zum 10. September 2017 im Kloster Dalheim die Studio-Ausstellung „Martin war hier! Luthers Leben in Playmobil“ zu sehen gewesen. Darin wurden maßgebliche Stationen aus dem Leben des Reformators mit Playmobil-Figuren nachgestellt. Unter den sieben verschiedenen Schauplätzen war auch eine 3 × 1,2 Meter große Rekonstruktion der Wartburg mit Lutherstube.

## Katalog
Luther. 1917 bis heute. Katalog zur Sonderausstellung der Stiftung Kloster Dalheim. LWL-Landesmuseum für Klosterkultur vom 31. Oktober 2016 bis 12. November 2017. Herausgegeben von der Stiftung Kloster Dalheim. LWL-Landesmuseum für Klosterkultur. Ardey-Verlag, Münster 2016. ISBN 978-3-87023-393-8